# SACLOS
Das Akronym SACLOS (semi-automatic command to line of sight; deutsch halbautomatische Steuerung über Sichtverbindung) bezeichnet ein Verfahren zur Steuerung militärischer Lenkflugkörper, das vor allem bei Panzerabwehrlenkwaffen und Flugabwehrraketen verwendet wird. Bei SACLOS nimmt der Schütze das Ziel mit einer Zieloptik ins Visier und hält die Sichtverbindung während der Flugzeit der Rakete aufrecht. Während dieses Vorgangs kommuniziert die Zieloptik mit der Steuerungselektronik des Flugkörpers und lenkt ihn ins Ziel. Es ist die Weiterentwicklung der bedeutend schwerer zu handhabenden MCLOS-Zielführung.
Die erste Generation der SACLOS-Systeme kommuniziert per Draht mit der Rakete. Der Flugkörper spult dabei während des Fluges einen mitgeführten Draht ab, der mit dem Zielsystem verbunden ist. Das System errechnet dann anhand der von der Optik weitergegebenen Daten den Winkel zwischen der Rakete und dem Ziel. Diese Daten werden in Steuerbefehle umgesetzt, die über den Draht an die Steuereinheit der Rakete weitergegeben werden.
Nachteile der Drahtverbindung sind ihre durch die Drahtlänge begrenzte Reichweite sowie die Anfälligkeit gegenüber Hindernissen, die die Drahtverbindung unterbrechen können, beispielsweise Oberleitungen oder sich bewegende Objekte die den Draht trennen können. Um diese Schwächen zu umgehen, wurden die Systeme so weiterentwickelt, dass Steuerbefehle per Funk an die Rakete übermittelt werden konnten. Diese Technik ist allerdings anfällig gegen elektronische Störmaßnahmen.
Die dritte Generation von SACLOS-Steuerungssystemen erfolgt über Leitstrahllenkung. Dabei wird  mit einem Radar- oder Laserstrahl die Flugbahn des Lenkflugkörpers vorgegeben. Der Lenkflugkörper ist mit einem Sensor am Heck ausgestattet, der diesen Strahl wahrnimmt und den Lenkflugkörper auf dem Strahl „reitend“ ins Ziel führt.
Nicht zu verwechseln ist die Leitstrahllenkung mit dem Semi-Active Radar Homing (SARH) oder Semi-Active Laser Homing (SALH). Bei diesen Verfahren wird das Ziel direkt angestrahlt und der Lenkflugkörper verfolgt das Ziel über einen Sensor an der Front, der sich auf die vom Ziel reflektierenden Radar- bzw. Laserstrahlen aufschaltet, siehe Halbaktive Zielsuchlenkung.

## Beispiele SACLOS-gesteuerter Lenkwaffen
- Drahtgesteuerte: HOT, BGM-71 TOW, MILAN, 9K111 Fagot, 9K113 Konkurs, BILL
- Funkgesteuerte: ASM-N-2 Bat, 9K33 Osa, 9K114 Schturm
- Radargelenkte: Crotale, Rapier (Rakete), 2K22 Tunguska
- Lasergelenkte: 9K121 Wichr,  9K135 Kornet, Starstreak HVM, ADATS